# Cambarus truncatus
Cambarus truncatus là một loài tôm hùm đất trong họ Cambaridae. Chúng thường được tìm thấy ở Bắc Mỹ.